# Бйорн ван ден Енде
Бйорн ван ден Енде (нід. Bjorn van den Ende, нар. 10 січня 1986, Нарден, Нідерланди) — голландський академічний веслувальник, призер чемпіонату світу з академічного веслування 2019 року; дворазовий призер чемпіонату Європи з академічного веслування 2017 та 2019 року. Учасник Літніх Олімпійських ігор 2020 року в дисципліні вісімка серед чоловіків.

## Життєпис
Бйорн ван ден Енде народився 10 січня 1986 року в місті Нарден, провінція Північна Голландія. Професійну кар'єру весляра розпочав з 2000 року тренувавшись на базі клубу «RV Pampus» в Алмере. Закінчив Інститут Йогана Кройфа за спеціальністю — економіка, маркетинг та спортивний менеджмент. Також навчався в університеті прикладних наук за спеціальністю — маркетинг. Бйорн доводиться двоюрідним братом Тімоті Гейброку, що представляв Нідерланди на Олімпійських іграх 2012 та 2016 року.
Першим змаганням міжнародного рівня, на яких ван ден Енде здобув нагороду, був чемпіонат Європи з академічного веслування 2017 року в чеському місті Рачице. У фінальному запливі вісімок з результатом 5:31.05 голландські веслувальники зайняли третє місце, поступившись суперникам з Польщі (5:30.91 — 2-е місце) та Німеччини (5:28.03 — 1-е місце).